# Andermat Machine Company
Andermat Machine Company war ein US-amerikanischer Hersteller von Automobilen.

## Unternehmensgeschichte
Gilbert M. Anderson und Robert P. Matches betrieben seit einigen Jahren gemeinsam die Gray Taxicab Company. Diese Gesellschaft setzte Taxis in Los Angeles und San Francisco ein. Ende 1915 gründeten sie das neue Unternehmen zur Fahrzeugproduktion. Der Sitz war in Sunnyvale in Kalifornien. Sie begannen mit der Produktion von Automobilen. Der Markenname lautete Gray. Pro Tag sollten sechs bis sieben Fahrzeuge entstehen. Noch 1916 endete die Produktion, als sich die Partner im Streit trennten.
Es bestanden keine Verbindungen zur Gray Light Car Corporation und zur Gray Motor Corporation, die später den gleichen Markennamen verwendeten.

## Fahrzeuge
Im Angebot standen Taxis.